# Fujioka Motor Car Company
Fujioka Motor Car Company war ein US-amerikanischer Hersteller von Automobilen.

## Unternehmensgeschichte
Earl A. Spencer und George B. Morrow hatten bei Pierce-Arrow Erfahrungen im Automobilbau gesammelt. Sie gründeten 1922 das Unternehmen in Los Angeles in Kalifornien zur Automobilfertigung. Präsident und Namensgeber war Fred J. Fujioka, der eine Autowerkstatt besaß und Manager des Japanischen Automobilklubs von Südkalifornien war. Sie beschlossen, ein kleines Fahrzeug für den Export nach Japan herzustellen. Spencer war der Konstrukteur. Der Markenname lautete Fujioka. 1923 endete die Produktion. Insgesamt entstanden nur wenige Fahrzeuge.